# NStCM Be 4/4 (201-205)
De Be 4/4, BDe 4/4 en Bt is een elektrisch treinstel bestemd voor het regionaal personenvervoer van de Chemin de fer Nyon-Saint-Cergue-Morez (NStCM).

## Geschiedenis
Het treinstel werd door Vevey Technologies en Brown, Boveri & Cie (BBC) in de jaren 1980 ontwikkeld en gebouwd voor de Chemin de fer Nyon–Saint-Cergue–Morez (NStCM) ter vervanging van ouder materieel.

## Constructie en techniek
De vierassige motorwagen kan naar behoefte een stuurstandrijtuig mee voeren.

## Treindiensten
Deze treinen worden voor het vervoer van scholieren door de Chemin de fer Nyon-Saint-Cergue-Morez (NStCM) op het trajectdeel:
- Nyon – La Cure

## Foto's

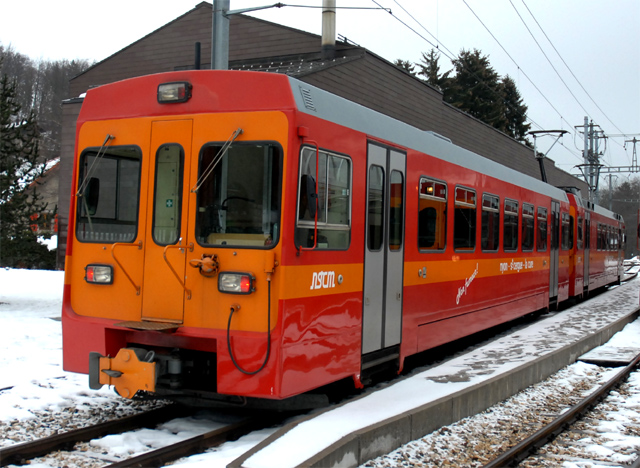
Chemin de fer Nyon-Saint-Cergue-Morez Bt+Be op 7 februari 2007 te Arzier